# Rue d'Enghien (Lyon)
Pour les articles homonymes, voir Rue d'Enghien.
La rue d'Enghien est une rue du quartier d'Ainay dans 2e arrondissement de Lyon, en France.

## Situation et accès
La rue commence rue Bourgelat, face au côté est de la basilique Saint-Martin d'Ainay, et se termine sur le cours de Verdun. Elle est traversée par les rues de Franklin, de Condé et du Général-Plessier ; la rue de Castries se termine sur la rue d'Enghien. La circulation est en sens unique en direction du nord avec un stationnement des deux côtés.

## Origine du nom
Le nom de la rue tire son nom de Louis Antoine de Bourbon-Condé, duc d'Enghien, exécuté le 21 mars 1804 à la suite d'une opération de police secrète dirigée par Savary et menée par le général Michel Ordener, ce que l'on appellera l'affaire du duc d'Enghien. Ce quartier est régénéré sous la restauration d'où le fait que de nombreux noms de rue de ce quartier rappellent le monarchisme.
Le nom de cette rue est attesté en 1821. Elle a été dénommée rue Marceau entre 1848 et 1852, puis a retrouvé son nom actuel sous le Second Empire, par arrêté du maire du 12 janvier 1852.

## Histoire
La mairie du second arrondissement se trouve au n°2 de la rue. L'hôtel qu'elle occupe est construit par Clair Tisseur, connu sous le pseudonyme de Nizier du Puitspelu, pour la compagnie des Fonderies et Forges de Terrenoire sur un terrain de la compagnie Perrache.
L'architecte Paul Desjardins (1847-1925) a vécu au n°28.